# Роберт Грін
Ро́берт Грін (англ. Robert Green, нар. 18 січня 1980, Чертсі) — англійський футболіст, воротар.

## Клубна кар'єра
Вихованець футбольної школи клубу «Норвіч Сіті». Дорослу футбольну кар'єру розпочав 1999 року в основній команді того ж клубу, в якій провів сім сезонів, взявши участь у 223 матчах чемпіонату. Спочатку був резервним воротарем, а з 2001 року став основним голкіпером команди «Норвіч Сіті».
До складу клубу «Вест Хем Юнайтед» приєднався 2006 року. За клуб з Лондона відіграв 219 матчів в національному чемпіонаті. У 2012 році перейшов до складу команди «Квінз Парк Рейнджерс».
Вибував до нижьного дивізіону з кожною із команд де грав — з «Норвіч Сіті», «Вест Гем Юнайтед» та двічі із «Квінз Парк Рейнджерс».

## Виступи за збірні
Протягом 1997—1998 років декілька разів викликався до юнацьких збірних команд Англії різних вікових категорій.
2005 року дебютував в офіційних матчах у складі національної збірної Англії. Наразі провів у формі головної команди країни 11 матчів. У складі збірної був учасником чемпіонату світу 2010 року у ПАР.

## Титули і досягнення
- Переможець Ліги Європи УЄФА (1):

«Челсі»: 2018–19